# Oratorio di San Dalmazio
L'oratorio di San Dalmazio sorge a pochi metri dalla parrocchiale del quartiere di Lavagnola a Savona.

## Storia
Posto a pochi metri dalla chiesa parrocchiale, l'oratorio fu costruito sulla confluenza di antiche mulattiere che da Savona e da Lavagnola risalivano la valle del Letimbro verso l'oltregiogo. Esisteva, vicino all'attuale, un precedente e più piccolo oratorio di ignote quanto remotissime origini, di cui si conservano ancora tracce murarie. Nel 1595 l'allora vescovo Pier Francesco Costa lamentava gli eccessi di baldorie dei confratelli in questo primitivo oratorio, tanto da renderlo più simile ad un'osteria.
L'attuale edificio risale al XVII secolo. La prima pietra fu posata nel 1611 e il tetto venne terminato venti anni dopo. L'edificio fu benedetto nel 1633. Un centinaio di anni dopo (1739) venne realizzato il gruppo ligneo processionale raffigurante il santo titolare, opera di Ignazio Ferrari della scuola di Anton Maria Maragliano. Nel 1796 l'oratorio fu utilizzato come ricovero per le truppe francesi e nel 1800 svolse anche la funzione di carcere per breve tempo. Nel 1869 furono portati a termine i lavori di sopraelevazione della volta con nuove decorazioni a stucco. Il tetto fu rifatto nel 1954 e la facciata venne ridipinta nel 1983.

## Descrizione

### Esterno
La facciata, colorata secondo schemi tipici liguri, è alleggerita da un grande rosone a mezza luna. L'edificio si affaccia su un sagrato del 1867 decorato a ciottoli bianchi e neri della spiaggia di Cogoleto, chiuso da un muro e da un cancello in ferro battuto.

### Interno
L'oratorio presenta una navata unica, molto lunga rispetto alla larghezza, coperta con volta a botte.
All'interno sono conservate diverse tele di epoche comprese tra il XVI e il XIX secolo, un crocefisso processionale di fine Seicento, uno con statua risalente agli anni a cavallo tra Quattrocento e Cinquecento, e uno con decorazioni argentee del 1833, diverse ceramiche della seconda metà del Novecento, gli stalli per i confratelli del 1701, un organo a canne della metà dell'Ottocento ritenuto di scuola toscana e la già citata statua lignea processionale di san Dalmazio del 1739.